# Història de Jordània
La història de Jordània inclou els esdeveniments de la zona coneguda amb aquest nom des de la prehistòria fins a l'actualitat. La terra que més tard va arribar a ser Jordània forma part de la històrica regió del Creixent Fèrtil. La seva història va començar al voltant del 2000 aC, quan els amorites semítics es van establir al voltant del riu Jordà a l'àrea anomenada Canaan. Subseqüents invasors i colons van incloure als hitites, egipcis, israelites, assiris, babilonis, perses, grecs, nabateus, romans, àrabs musulmans, croats cristians, mamelucs i a turcs otomans.

## La primera història

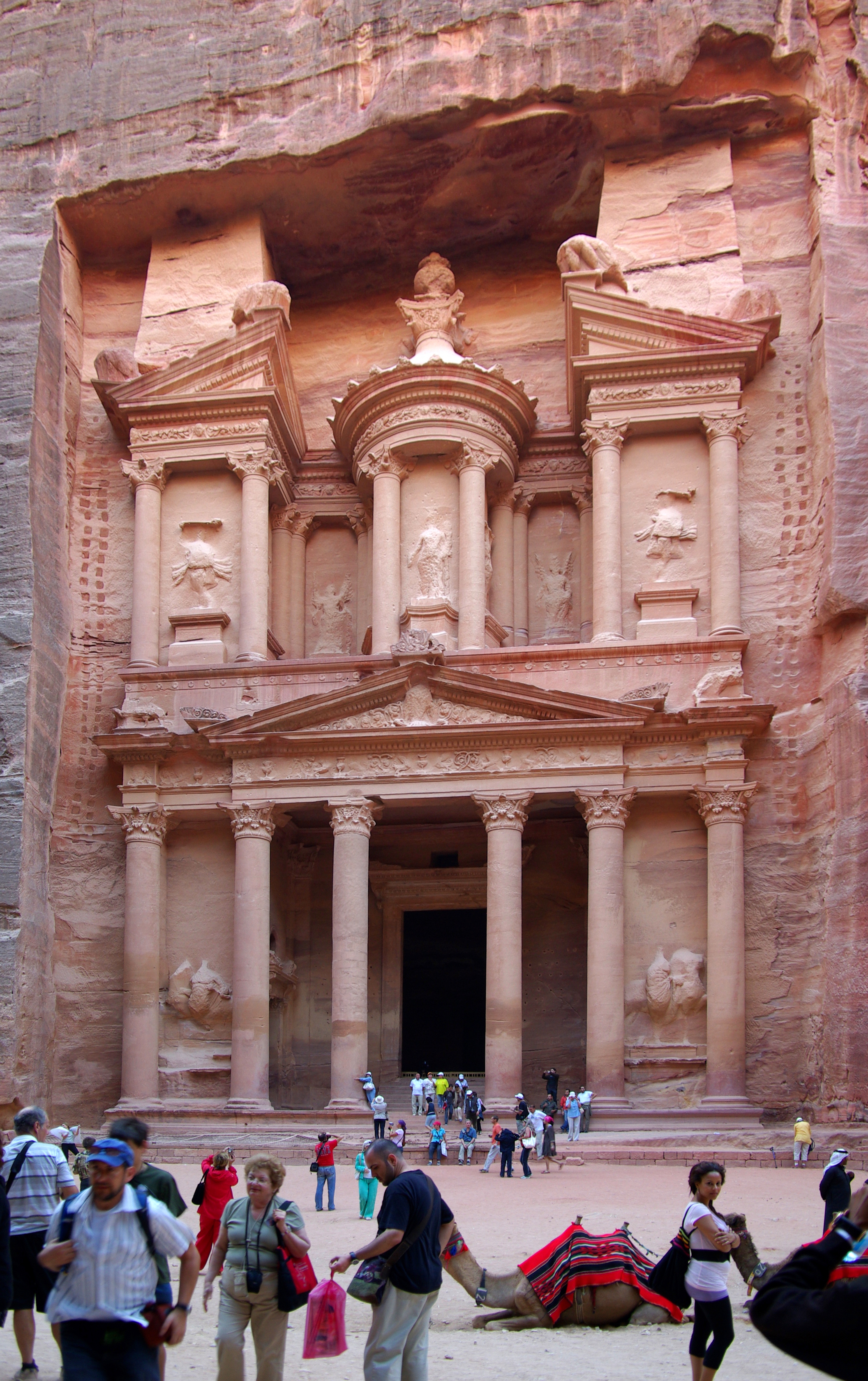
Petra, capital dels nabateus i de la província romana d'Aràbia Pètria. Una de les Meravelles del Món.

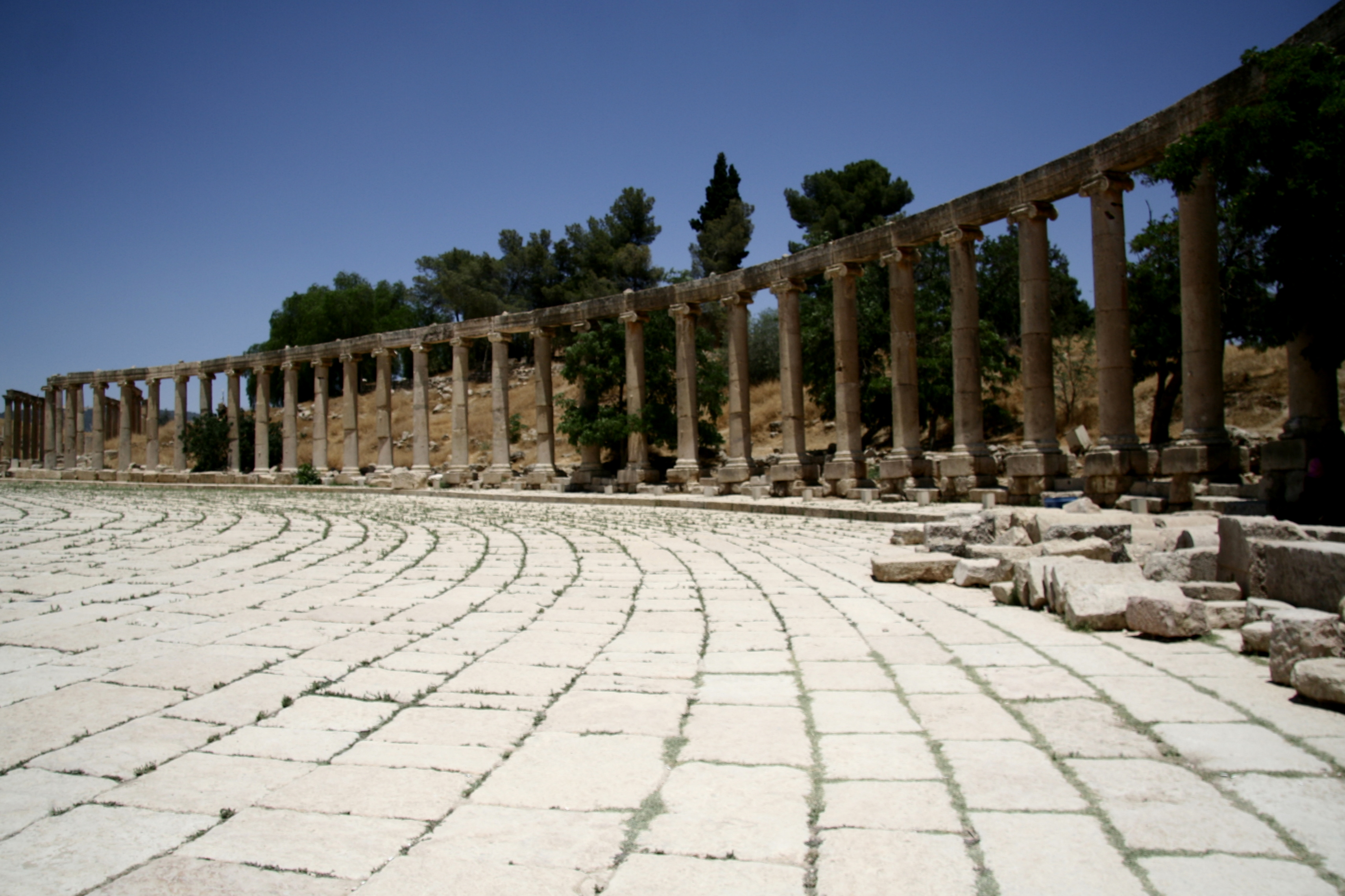
La Plaça Ovalada Romana de Jerash.

Jordània forma part de l'anomenat Creixent Fèrtil, la zona on es va iniciar la revolució neolítica (com prova el jaciment d''Ain Ghazal). Els seus primers pobladors, però, són anteriors, ja que s'han trobat restes de més de 50000 anys, com eines rodimentàries. A partir del 3200 aC es va incrementar la construcció de ciutats fortificades per defensar-se de les tribus nòmades del desert, que saquejaven les cada cop més riques poblacions jordanes. Aquestes ciutats s'havien enriquit gràcies al comerç amb Egipte i Mesopotàmia i contenien edificis de diverses habitacions, monuments ornamentals, joies de bronze i una societat dividida segons l'ocupació dels seus membres. Algunes urbs van ser abandonades per la pressió dels pobles fronterers i per canvis en el clima, fet que explicaria la discontinuïtat de les troballes arqueològiques. Els seus habitants pertanyien a pobles semites; destaquen els ammonites.
El 312 aC va caure sota el domini de Ptolemeu I Soter, després d'onades d'invasions assíries i gregues que van deixar una forta empremta cultural. Aproximadament, en el 312 aC, els nabateus es van refugiar a Petra, escapant dels reis selèucides. Van gaudir de relativa independència, gràcies a la decadència de la monarquia selèucida, raó per la qual Petra es va convertir en una important parada de caravanes. En els temps de Pompeu Magne, l'autonomia nabatea a Jordània es va veure amenaçada, i finalment, en el 105 dC, els romans van annexionar gran part de l'actual Jordània al seu imperi, sota el nom d'Aràbia Pètria, amb Petra com a capital. La província intentaria rebel·lar-se al segle iii, sense èxit. Quan es va desintegrar l'imperi, Jordània va quedar dividida en ciutats i petits regnes.

Creixent Fèrtil
Antic Egipte cap al 1450 aC
Orient Mitjà cap al 1275 aC, Pobles del mar
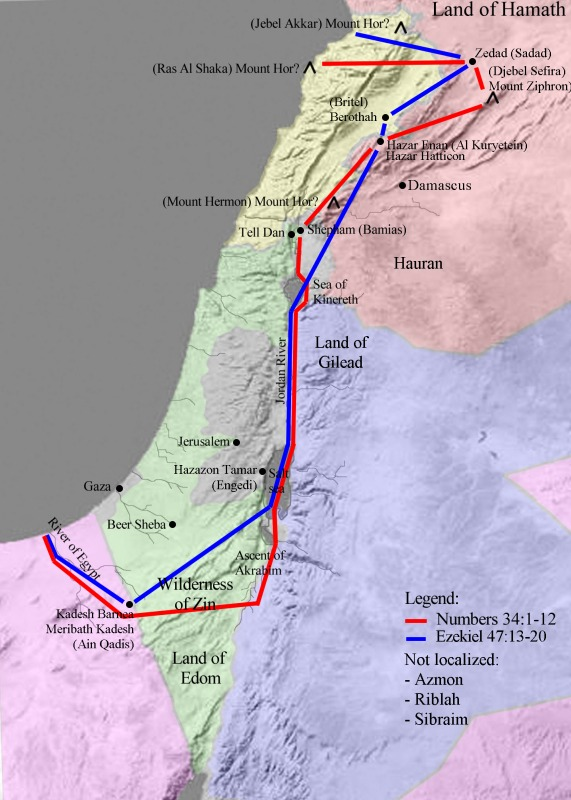
Terra d'Israel (variants)
Llevant meridional cap al 830 aC
Assíria i Egipte (671 aC)
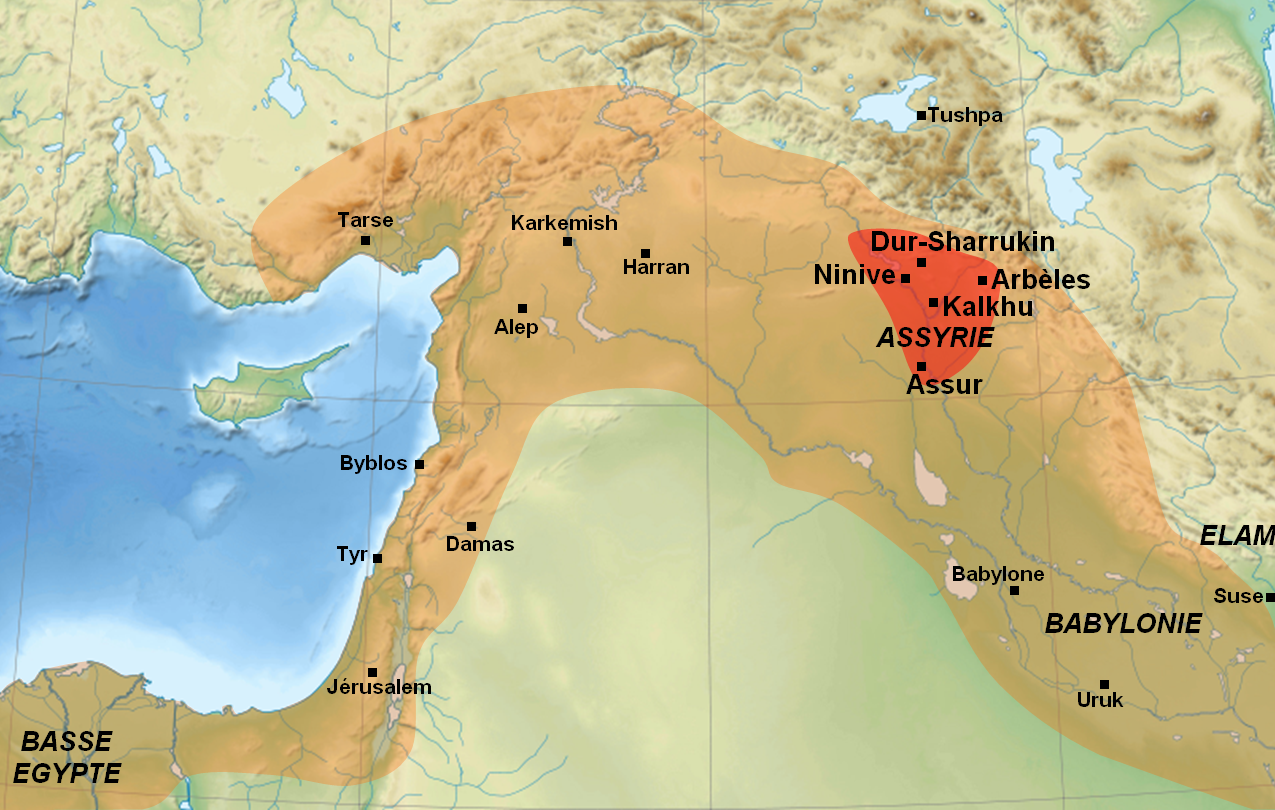
Imperi assiri en la seva màxima extensió (668-627 aC)
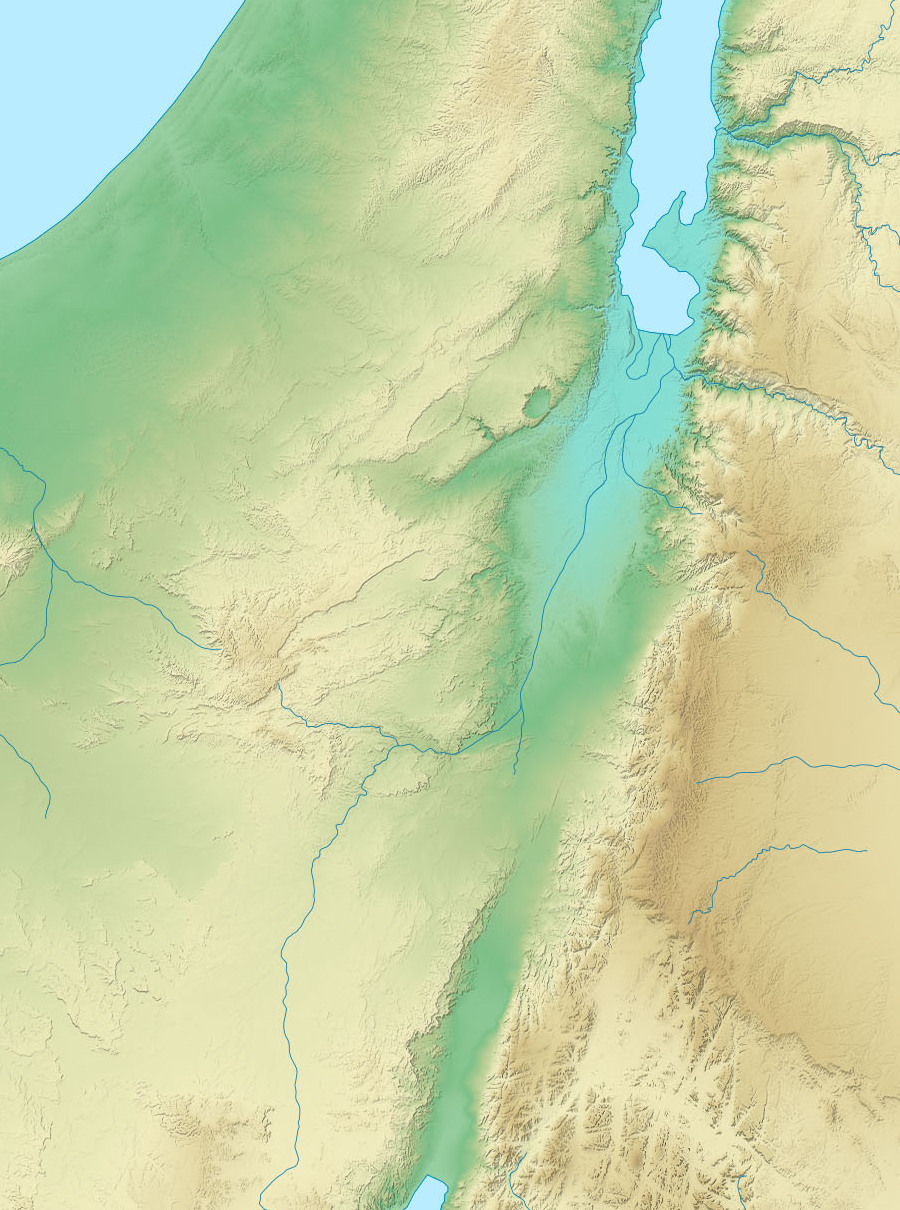
Edom (del 650 aC al 533 dC)
Regne de Qedar circa 500 aC
Imperi Aquemènida (559-330 aC)

## Edat mitjana i moderna
Umar I va conquerir la regió, que va convertir-se a l'Islam (continua sent-ne la religió majoritària) malgrat les incursions cristianes de les croades, que buscaven el control del comerç oriental a través dels camells jordans. Es creu que Balduí de Bouillon va ser un dels primers a usar l'expressió "més enllà del Jordan" com a topònim, que donaria nom al país posteriorment.
Al segle vii, l'actual Jordània seria conquerida pel califa Omar, però l'any 1100, durant la Primera Croada, Balduí I de Jerusalem realitzaria diverses incursions en l'anomenada Transjordània (en francès outre-Jordain, que significa "més enllà del Jordà ", amb l'objectiu de controlar les caravanes de camells que creuaven els territoris de l'actual Jordània. Durant les croades, els francs van prendre el control de tota la regió. Transjordània es va convertir llavors en el senyoriu de Transjordània, vassall del Regne de Jerusalem, que va durar fins al 1189, any en què Saladí va ocupar tota Transjordània, i es va mantenir sota el govern de la dinastia aiúbida fins que el 1259 passà a mans dels mamelucs i, el 1517, a mans dels otomans. Jordània va viure un gran auge cultural en els temps de Selim I, que es va estroncar per les guerres entre otomans i safàvides pel control de la regió. El 1518 aquestes lluites es van resoldre a favor de l'Imperi Otomà, que va ocupar Jordània. Aquest domini va perdurar fins al segle xx. L'expansió de l'Imperi Otomà, en els temps de Selim I, va xocar directament amb l'Imperi safàvida, al segle xvi, quedant els territoris de Jordània atrapats al mig. Després de la decadència safàvida, els territoris a l'est del riu Jordà van ser administrats pels turcs otomans des del 1518. Entre 1900 i 1908, els ocupants otomans van iniciar la construcció del ferrocarril del Hiyaz, que travessava l'actual Jordània, amb l'objectiu de facilitar la peregrinació a la Meca des de Damasc i l'enviament de tropes a les nacions àrabs. Aquest ferrocarril va millorar el desenvolupament de Jordània. No obstant això, el ressentiment àrab contra l'ocupació turca no es va veure atenuada.

## El segle XX

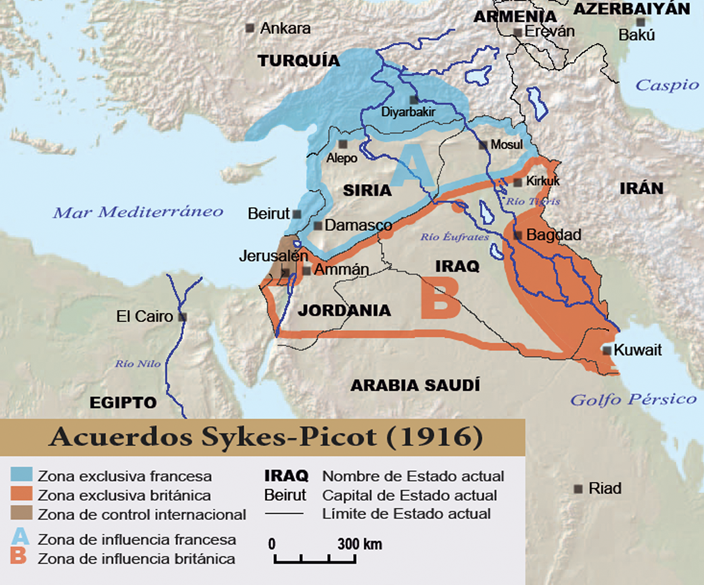
En els Acords Sykes-Picot, el Regne Unit va aconseguir el domini de Jordània, que va obtenir un corredor desèrtic a l'est per comunicar l'Iraq amb Transjordània, les dues ocupades pels britànics.

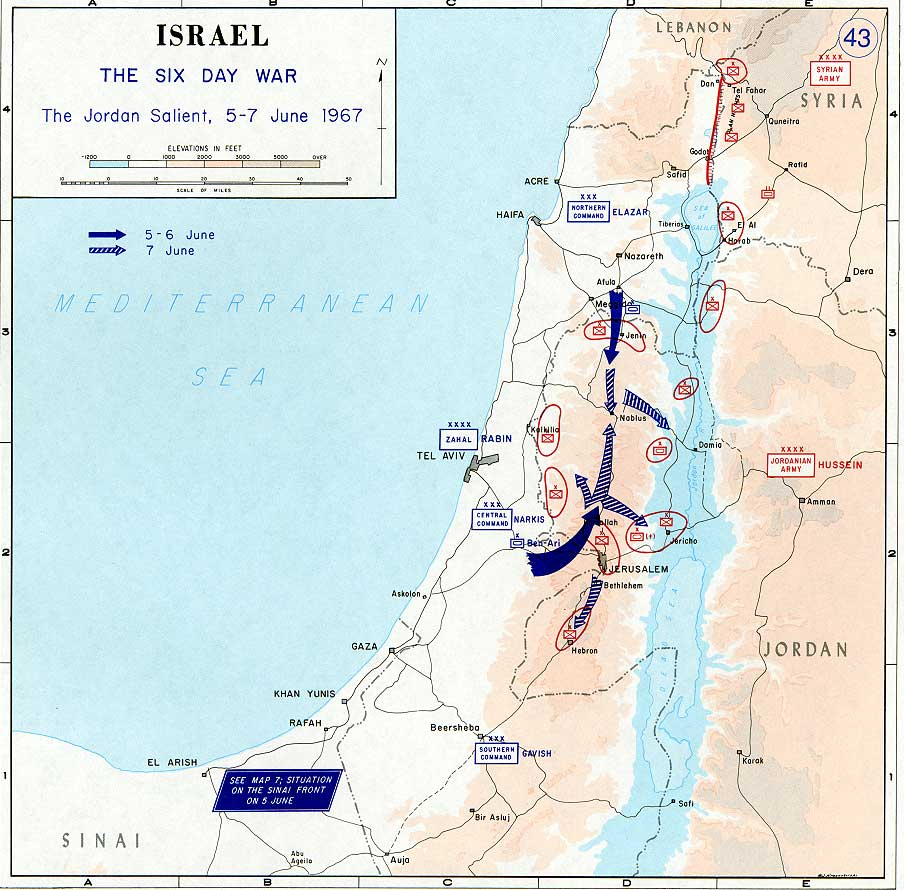
Avanç d'Israel per Cisjordània, llavors administrada per Jordània, durant la Guerra dels Sis Dies.

A principis de segle, la construcció del Ferrocarril del Hiyaz va industrialitzar Jordània, fins aleshores en un règim gairebé feudal. Els anglesos van aprofitar el ressentiment àrab contra els turcs per donar suport a una revolta local a la Primera Guerra Mundial. Les promeses de crear estats àrabs independents no van ser aplicats (pacte de Sykes-Picot) i Jordània va passar a ser una colònia britànica. Durant la Primera Guerra Mundial, Gran Bretanya es va aprofitar del nacionalisme àrab, i després de prometre la creació d'un estat àrab independent que abastaria a Aràbia i les actuals Síria, Líban, Israel, Jordània i l'Iraq, va promoure la rebel·lió àrab. D'aquesta manera, les tropes àrabs, recolzades per oficials britànics com Lawrence d'Aràbia, van aconseguir derrotar els turcs i alemanys a l'Orient Mitjà, i el ferrocarril de Hiyaz va sofrir accions de sabotatge, especialment a Jordània. La caiguda del port jordà d'Aqaba en mans àrabs el 1917, va condemnar a les forces turques, encara que la guerra no acabaria fins a setembre de 1918.
En acabar la guerra, segons l'acordat, l'Imperi Otomà va ser desmembrat, però els secrets Acords de Sykes-Picot van veure la llum: significaven la repartició de l'Orient Mitjà entre Gran Bretanya i França, traint la causa àrab. Gran Bretanya va rebre de la Societat de les Nacions, el mandat sobre gran part de l'Orient Mitjà, inclòs el territori que ara comprèn a Israel, Jordània, Cisjordània, la Franja de Gaza, i Jerusalem. Davant la necessitat de comunicar Iraq amb Palestina, ambdues sota comandament britànic, es va definir la forma actual de l'estat jordà.
El 1922, els britànics van dividir el Mandat Britànic de Palestina en establir l'emirat semiautònom de Transjordania a l'est del riu Jordà, governat pel príncep hachemita Abdalà I, encara que continuava l'administració sota un alt comissionat britànic. El mandat sobre Transjordania va acabar el 22 de maig del 1946; el 25 de maig, el país es va convertir en l'independent Regne Hachemita de Transjordània, amb Abdalà I com a primer Rei; però, el seu tractat especial de defensa amb el Regne Unit no finalitzaria fins al 1957. El 1922 va néixer Transjordània com una part del Mandat Britànic de Palestina, sota el govern de l'haiximita Abd Allah I (Abd Allah ibn Husayn) 1922-1951. El 28 d'agost de 1923 el seu govern fou reconegut i Abd Allah portà el títol d'emir. Va signar acords amb la Gran Bretanya el 20 de febrer de 1928 (autonomia legislativa i administrativa), 2 de juny de 1934 (representació exterior pròpia) i 9 de juliol de 1941. El 1939 el consell legislatiu fou transformat en govern.
El 1946 el mandat de Transjordània fou reconegut estat independent pel tractat del 22 de març de 1946 i Abd Allah fou proclamat rei, essent coronat el 25 de maig de 1946. Tot seguit país va agafar el nom de Regne haiximita de Jordània. Del tractat només imposava unes relacions "especials" amb la potència mandataria. Després de la guerra de Palestina (15 de maig de 1948 a 3 d'abril de 1949) Abd Allah va annexionar (1950) els territoris ocupats a la guerra per la Legió Àrab a l'oest del Jordà (la Cisjordània). Aquest territori fou perdut a la guerra dels Sis Dies de 1967. Les limitacions a la sobirania del tractat del 1946 foren eliminades el 13 de març de 1957.
A la fi de l'Imperi Otomà, part dels dominis britànics de Palestina van rebre el nom de Transjordània, per estar més enllà del riu Jordà. El 1946 aquestes terres van passar a ser oficialment Jordània, sota la monarquia d'Abdulah I, proposat pels anglesos. Després de disputes fronteres amb Egipte i Israel, va acabar fixant el seu territori amb els límits actuals. La seva població ha augmentat dràsticament pels refugiats palestins.
El Regne de Transjordania es va mostrar contrari a la creació d'Israel al maig de 1948, i va prendre part en la guerra entre els estats àrabs i el nou estat d'Israel (vegeu Guerra araboisraeliana de 1948). Els armisticis del 3 abril 1949 van deixar a Jordània el control de la Cisjordània. El Regne Hachemita va proposar que les línies de demarcació s'establissin sense perjudici dels futurs límits territorials a determinar.
El 1950, el país va ser rebatejat com a "Regne Haiximita de Jordània" en incloure aquelles porcions de Palestina annexades pel rei Abdul·là. Mentre reconeixien l'administració jordana sobre Cisjordània, els Estats Units van mantenir la posició que la sobirania final sobre Cisjordània seria matèria de nous tractats.
Durant els darrers anys de la dècada dels 40 i els anys 50, va dur una política exterior aliada amb Irak. La immigració palestina dels anys 60 va transformar gran part del país. A la mateixa època va patir conflictes amb altres estats àrabs per delimitar les seves fronteres definitives, que van finalitzar el 1994.
Després que Síria i Egipte s'unissin sota la República Àrab Unida el 1958, els regnes hachemites de Jordània i l'Iraq es van unir sota el nom de Federació Àrab d'Iraq i Jordània. Tanmateix, un cop d'Estat militar a l'Iraq, liderat per Abdul Karim Qasim, liquidar la unió amb Jordània. Jordània després va signar un pacte de defensa mútua al maig del 1967 amb Egipte i, per tant, participar en la guerra de juny del 1967 entre Israel i els estats àrabs de Síria, Egipte i l'Iraq. Durant la guerra, Israel va aconseguir el control de la Cisjordània i de Jerusalem Est.
La guerra de 1967 va conduir a un dramàtic augment en el nombre de palestins que vivien a Jordània. La seva població de refugiats palestins, 700.000 el 1966, va créixer en altres 300.000 provinents de Cisjordània. El període següent a la guerra del 1967 va veure un gran augment en el poder i la importància dels elements de resistència palestins (fedayín) a Jordània. Els fortament armats fedayín van constituir una amenaça creixent a la sobirania i seguretat de l'estat haiximita, i una lluita oberta va esclatar al juny del 1970.
Altres governs àrabs van intentar mediar per aconseguir una solució pacífica, però al setembre les accions dels fedaïns continuar a Jordània, inclosa la destrucció de tres avions comercials internacionals segrestats i retinguts al desert a l'est d'Amman. Això va fer que el govern actués per recuperar el control sobre el seu territori i població. A la resultant batalla, una força de tancs sirians va prendre posicions al nord de Jordània per donar suport als fedayín, però va ser forçada a retirar-se per forces jordanes. Per al 22 de setembre, cancellers àrabs reunits al Caire havien acordat un cessament del foc començant l'endemà. La violència esporàdica va continuar, però. Al juliol del 1971, les forces jordanes van aconseguir una decisiva victòria sobre els fedayín, expulsant del país.
No hi va haver combats al llarg de la línia d'alto del foc de 1967 del riu Jordà durant la Guerra de Yom Kipur l'octubre de 1973, però Jordània va enviar una brigada a Síria a barallar contra les unitats israelianes en territori sirià. El 1988, Jordània va renunciar a totes les reclamacions sobre Cisjordània, però va retenir un rol administratiu pendent d'un arranjament definitiu, i el seu tractat de 1994 amb Israel li va permetre un continu control en els Sants Llocs musulmans a Jerusalem. El govern nord-americà considera Cisjordània com a territori ocupat per Israel, i creu que el seu estatus final ha de ser determinat a través de negociacions directes entre les parts involucrades sobre la base de les resolucions 242 i 338 del Consell de Seguretat de l'ONU.
Jordània va recolzar diplomàticament a l'Iraq durant la Guerra del Golf de 1990-91. El 1991, va acordar juntament amb Síria, el Líban i representants palestins, participar en negociacions de pau directes amb Israel patrocinades pels Estats Units i Rússia. Va negociar un cessament de les hostilitats amb Israel i va signar una declaració amb aquest efecte el 25 de juliol del 1994. Com a resultat, el tractat de pau jordà-israelià es va concloure el 26 d'octubre del 1994. Després de l'inici de la intifada d'Al-Aqsa al setembre del 2000, el govern jordà va oferir la seva mediació a ambdues parts.